# Colibrí silf de King

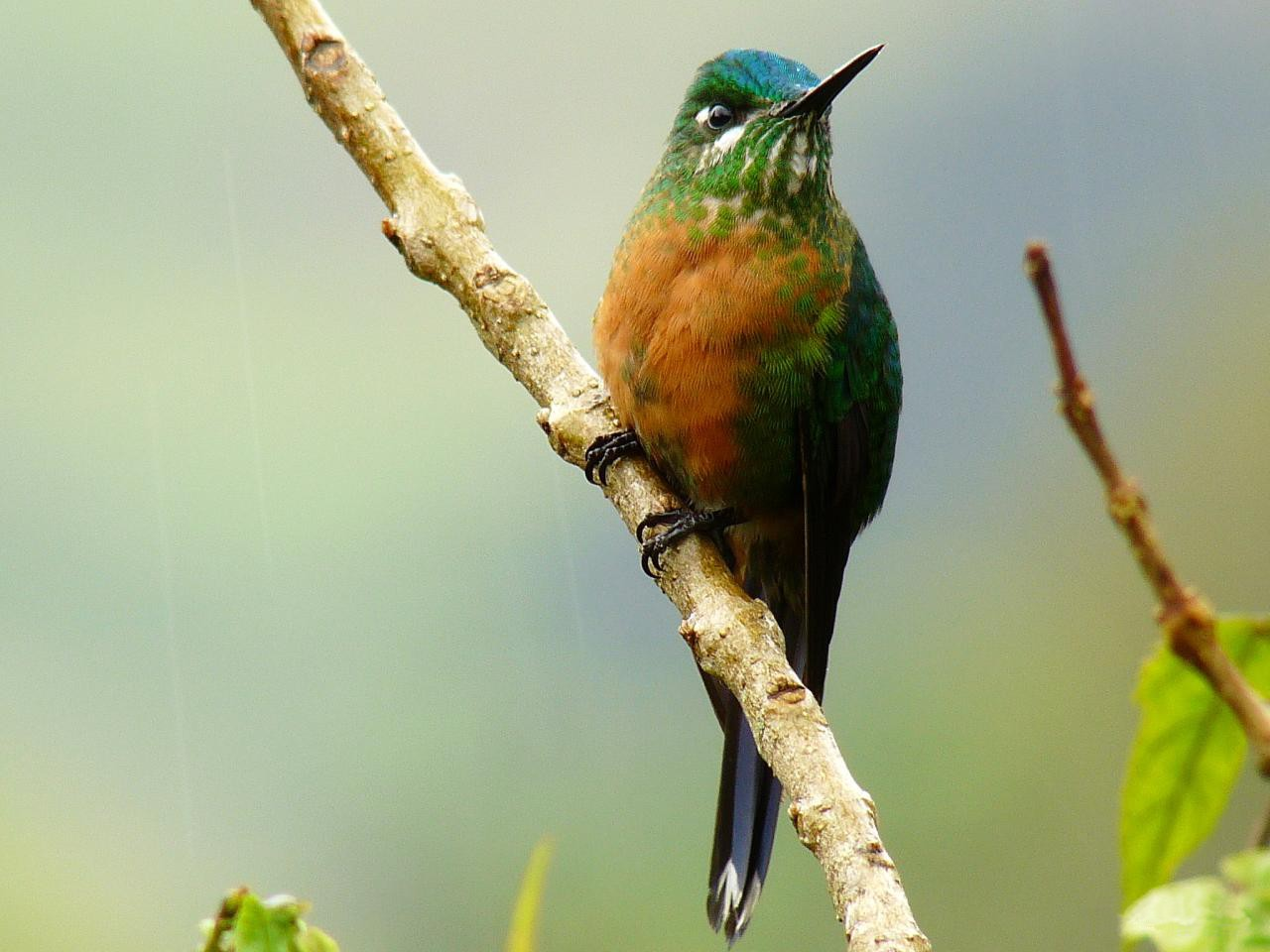
Femella

El colibrí silf de King o silf de King (Aglaiocercus kingii) és una espècie d'ocell de la família dels troquílids (Trochilidae) que habita la selva humida i boscos de les muntanyes des de Colòmbia i oest i nord de Veneçuela, cap al sud, a través dels Andes, per l'oest i est de l'Equador i est del Perú fins al centre de Bolívia.